# دیلند ساوتوست (فلوریدا)
دیلند ساوتوست (به انگلیسی: DeLand Southwest) یک منطقهٔ مسکونی در ایالات متحده آمریکا است که در شهرستان ولوسیا، فلوریدا واقع شده‌است. دیلند ساوت‌وست ۱٫۶ کیلومتر مربع مساحت و ۱٬۰۵۲ نفر جمعیت دارد.